# Jacques Blanchard

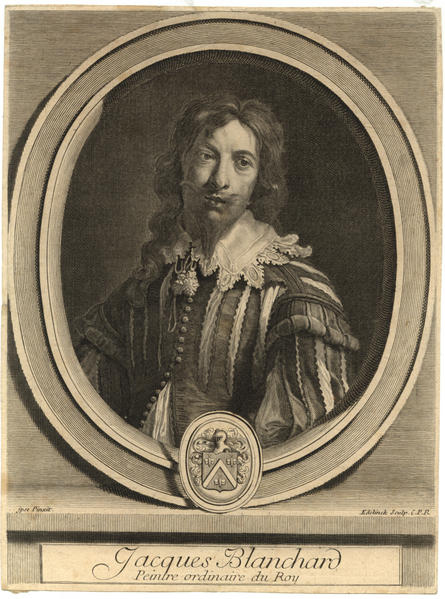
Gérard Edelinck - Retrato de Jacques Blanchard

Jacques Blanchard, nacido el 1 de octubre de 1600 en París y muerto en 1638 en la misma ciudad es un pintor francés barroco de estilo veneciano, muy apreciado en su época de la primera mitad del siglo XVII.

## Biografía

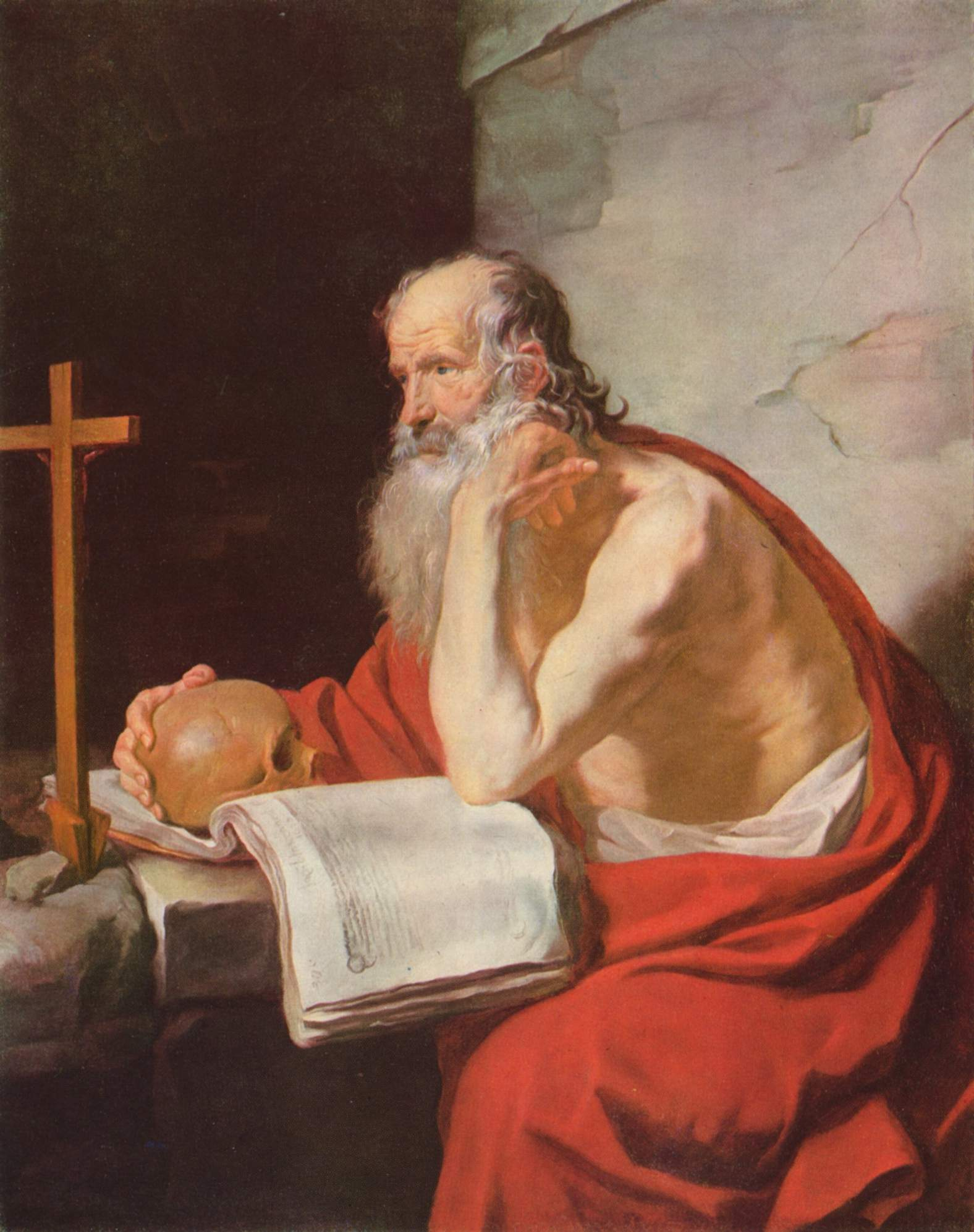
San Jerónimo (1632), Museo de Bellas Artes de Budapest.

Jacques Blanchard fue hijo de Gabriel Blanchard (primogénito), natural de Condrieu en el Lyonnais, diputado para los asuntos de su ciudad en París. Allí se alojó en casa del pintor Jérôme Baullery (c.1532-1598), con cuya hija se casó. Su madre pertenecía a una familia de pintores. Por tanto , Jacques Blanchard fue aprendiz de su tío, el pintor Nicolas Baullery (1560-1630), a principios de 1613 . Jacques Blanchard tenía dos hermanos, uno llamado Pierre y el otro Jean-Baptiste (1595-1665), también pintor y también tenía una hermana.
Después permaneció en Lyon con el pintor Horace Le Blanc de 1620 a 1623 y partió hacia Roma en octubre de 1624 en compañía de su hermano Jean-Baptiste. Permaneció allí sólo 18 meses, hasta abril de 1626, cuando abandonó la ciudad papal hacia Venecia, donde estuvo 2 años y se mostró muy sensible al estilo de Tiziano. Abandonó la laguna en abril de 1628, después de haber pintado allí un cuadro, Las metamorfosis de Ovidio, conocido por la mención que hace André Félibien. En la primavera de 1628, estuvo en Turín al servicio del duque de Saboya Carlos Manuel I de Saboya, para quien pintó siete u ocho cuadros entre ellos Los amores de Venus y Adonis, obras trasladadas a París después de haber sido incautadas del palacio de los Favoritos.
Blanchard regresó a París en 1629 tras pasar por Lyon, donde pintó el retrato de su antiguo maestro Horace Le Blanc.
Blanchard que era de carácter afable mantuvo buenas relaciones con todos los grandes pintores de su tiempo (Simon Vouet, Louis de Boullogne, Claude Vignon). Fue nombrado pintor del rey en 1636 .
Gérard Edelinck hizo un retrato suyo grabado hacia 1695.
Muy inclinado al amor y casado dos veces, tuvo un hijo, Louis-Gabriel Blanchard ( 1630-1704 ), que fue también pintor y tesorero de la Academia, y dos hijas, que murieron poco después de su matrimonio.
Jacques Blanchard murió en París de una úlcera en el pecho en 1638, posiblemente debida a la tuberculosis a la edad de 38 años. El funeral se celebró el 10 novembre 1638 en la iglesia de Saint-Paul des Champs de París, su parroquia, desde donde el cuerpo fue trasladado al cementerio de Saint-Jean-en-Grève para su entierro .

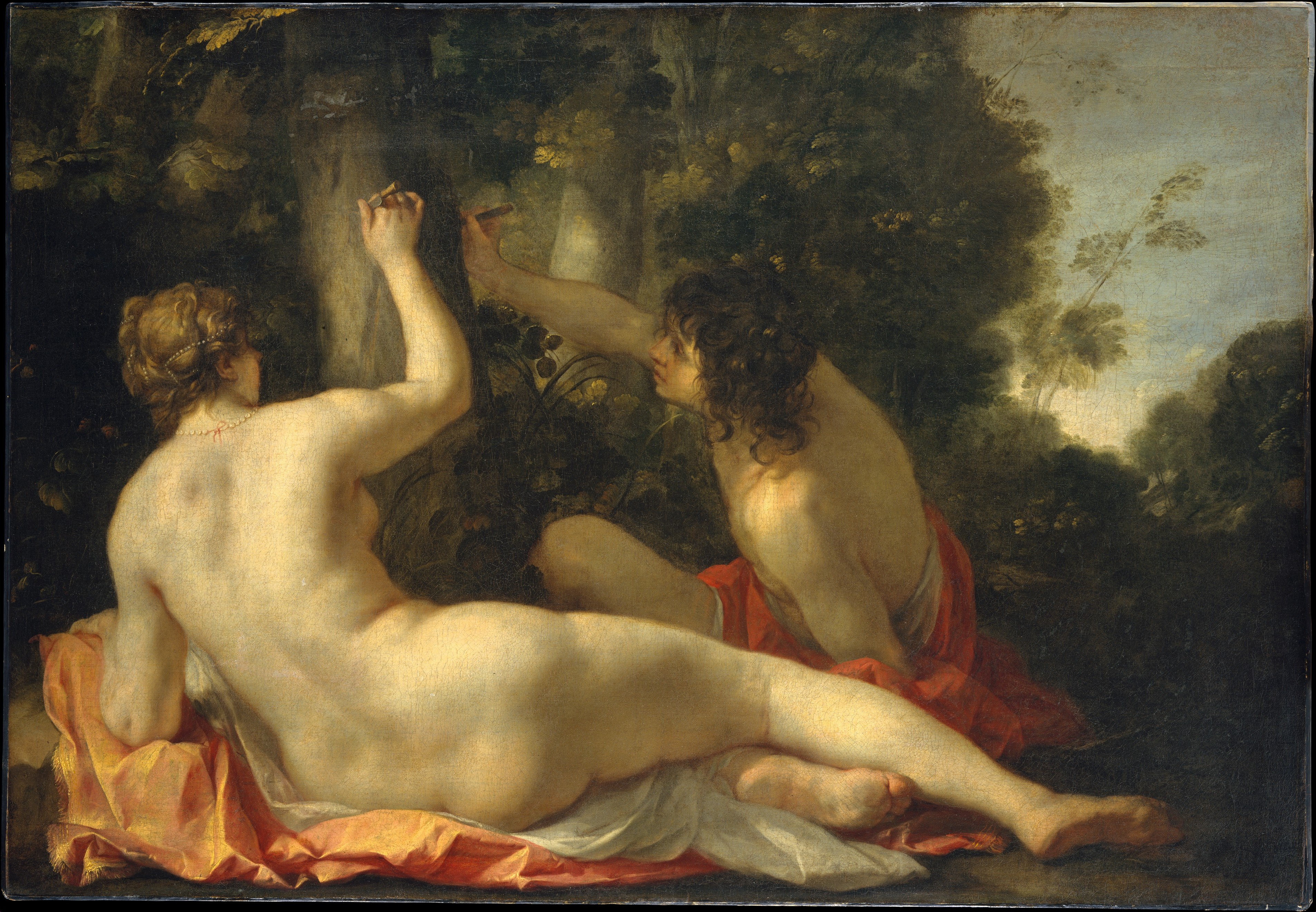
Jacques Blanchard 1630 Angélica y Medoro

## Obras
Se le atribuyen sólo unas 100 obras, debido a su muerte prematura. Las obras que hoy se reconocen como de su mano datan todas de su regreso a Francia. Tomó como modelo a los grandes pintores venecianos del Renacimiento, Tiziano, Tintoretto y Paul Veronese, cuyas obras había estudiado en Venecia, y se convirtió así en un excelente colorista. Fue apodado el “Tiziano francés" tanto por sus colores cercanos a los venecianos como por su gusto por la belleza femenina, que evoca brillantemente en composiciones de mujeres desnudas y florecientes que amamantan a sus hijos.

### Decoraciones
Lamentablemente, todas las decoraciones que pintó han desaparecido.
- De 1632 a 1634, trabajó en la decoración de la galería y el despacho de la mansión parisina de Louis Le Barbier, financiero, en los números 3 y 5 del Quai Malaquais, en la Île aux Vaches (hoy Île Saint-Louis), que decoró. con quince cuadros con temas y paisajes mitológicos.
- Pinta para el salón del M. Morin, famoso florista de la época.
- Produce sus piezas más bellas las bacanales: Júpiter yendo a ver a Sémele, Venus calentándose mientras Ceres y Baco se alejan de ella, este último pintado para M. Goulas.
- Realizó para el financiero Pierre Puget, señor de Montmauron, consejero del rey, primer presidente de la oficina de finanzas de Montauban, una serie de pinturas que representan La historia de la vida de la Virgen en todo el interior de la capilla del castillo de la Chevrette en Deuil-la-Barre.
- También decoró el hotel del presidente de la Cámara de Cuentas, Jean Perrault, en el Quai Malaquais de París.
- En 1634, a petición de los orfebres parisinos, pintó para el Mayo de Notre-Dame [5] La venida del Espíritu Santo sobre los Apóstoles, que fue devuelto a la catedral después de la Revolución.
- Ese mismo año decoró el hotel de Claude de Bullion donde pintó Los Doce Meses del Año, en forma de deidades de la Antigüedad, utilizando el trampantojo imitando a la escultura. Por estas obras recibirá una anualidad de 1200 livres  hasta su muerte.
- Ejecutó un techo en Versalles, así como una Caridad rodeada de niños y, en Trianon, Danzas de ninfas y la galería del Hôtel Bullion.

### Cuadros
- La Virgen, una santa y la Caridad, óleo sobre lienzo, Lyon, iglesia de Saint-Denis (idéntica a la descrita por Chapasson y pintada para el convento de los Cordeliers)
- San Andrés arrodillado ante su cruz, París, catedral de Notre-Dame de París
- Papa Nicolás V, Parentucelli en la bóveda de San Francisco de Asís, 1625-1629, óleo sobre lienzo, 261 x 194,5 cm, Museo de Bellas Artes de Orleans [6]
- La Virgen y el Niño Jesús entregando las llaves a San Pedro, 1628, óleo sobre lienzo, Catedral de Albi
- Asunción, 1629, óleo sobre lienzo, Cognac, iglesia de Saint-Léger
- La muerte de Cleopatra, hacia 1630, óleo sobre lienzo, 110 × 146   Museo de Bellas Artes de Reims [7]
- La Adoración de los pastores, 1630, óleo sobre lienzo, catedral de Saint-Étienne de Cahors
- Tobías devolviendo la vista a su padre, 1630, óleo sobre lienzo, Museo de Bellas Artes de Burdeos
- Virgen y Niño con Santa Isabel y San Juan Bautista y San José, hacia 1630, óleo sobre lienzo, Instituto de Arte de Chicago . Una copia con variantes se conserva en la iglesia de Notre-Dame-des-Vertus en Paulhan.
- La Magdalena penitente, hacia 1630-1633, óleo sobre lienzo, 130,5 x 97,5 cm, Montpellier, museo Fabre .
- Danaé, hacia 1631, óleo sobre lienzo, Museo de Bellas Artes de Lyon
- San Jerónimo escribiendo o San Jerónimo en meditación (título anterior), hacia 1631, óleo sobre lienzo, museo de Grenoble
- La Sagrada Familia con Santa Isabel y el pequeño San Juan Bautista a quien el Niño Jesús entrega una cruz de caña, hacia 1631, óleo sobre lienzo, París, Museo del Louvre
- Joven Jinete, 1631, óleo sobre lienzo, Instituto de Arte de Detroit
- San Jerónimo, óleo sobre lienzo, Museo de Bellas Artes de Budapest
- Diana y Acteón, óleo sobre lienzo, museo de Agen
- La Luna representada como Diana, techo para el Palacio de Versalles
- El baño de Venus, hacia 1632, óleo sobre lienzo, reducción de un lienzo a un tamaño mayor : Renaud y Armide, Museo de Bellas Artes de Rennes
- Flora, hacia 1632, óleo sobre lienzo, museo de Vic-sur-Seille
- Venus y las Gracias sorprendidas por un mortal anteriormente Cimón y Efigenia, 1631-1633, óleo sobre lienzo, 170 × 218  , museo del Louvre [8]
- Caridad, 1633, óleo sobre lienzo, París, museo del Louvre
- Angélique y Médor, 1633, óleo sobre lienzo, Nueva York, Museo Metropolitano de Arte
- Santa Verónica, hacia 1633, óleo sobre lienzo, San Petersburgo, Museo del Hermitage
- Papa Nicolás V en la bóveda de San Francisco de Asís, hacia 1633, óleo sobre lienzo, Museo de Bellas Artes de Orleans
- Caridad, 1635, óleo sobre lienzo, Austin, Museo de Arte Blanton, Universidad de Texas
- Caridad, hacia 1636, óleo sobre lienzo, París, museo del Louvre
- La Flagelleción de Cristo, hacia 1635, óleo sobre lienzo, Museo de Bellas Artes de Rennes
- La bacanal, alrededor de 1636, óleo sobre lienzo, Museo de Bellas Artes de Nancy
- Bautismo, hacia 1637, óleo sobre lienzo, Museo de Bellas Artes de Rouen
- La Virgen y el Niño Jesús a quienes Santa Ana ofrece una manzana, óleo sobre lienzo, Museo de Bellas Artes de Caen
- La Charité, óleo sobre lienzo, París, museo del Louvre. Otras obras del artista sobre el mismo tema en Cherburgo-Octeville en el Museo Thomas-Henry y en Londres en el Instituto Courtauld
- Las bodas místicas de Santa Catalina, óleo sobre cobre, copia según la obra desaparecida de Blanchard, conocida por un grabado publicado por Langlois, Museo de Bellas Artes de Caen
- Sagrada Familia, Descanso durante la huida a Egipto, óleo sobre lienzo, copia según la obra desaparecida de Blanchard, Burdeos, iglesia parroquial de Saint-Michel
- Cristo bendiciendo, óleo sobre lienzo, Museo de Bellas Artes de Rennes
- La muerte de Lucrecia, óleo sobre lienzo, 74 × 61  , Museo de Bellas Artes de Nantes [9]
- Santa Cecilia, óleo sobre lienzo, San Petersburgo, Museo del Hermitage
- Virgen y Niño, óleo sobre lienzo, Clermont-Ferrand, museo de arte Roger-Quilliot
- Armide, óleo sobre lienzo, Museo de Bellas Artes de Rennes
- La Charité, óleo sobre lienzo, museo municipal de La Roche-sur-Yon
- Caridad, óleo sobre lienzo, Taiwán, Museo Chi Mei

### Grabados y dibujos en papel
Antoine, Joseph Dezallier d'Argenville informa de que realizó 70 grabados de su propia mano.
- París, Museo del Louvre
  - Caridad (1636) grabado y dibujo en papel gris, tiza negra
  - La Sagrada Familia y el Pequeño San Juan dibujando sobre papel sanguina beige
  - La Sagrada Familia, dibujo, piedra negra, aguada marrón, rojo
  - La Virgen sentada con el Niño acostado de rodillas, dibujo en papel gris
  - La Virgen amamantando al Niño, dibujo, sanguínea
  - La Virgen sentada, inclinada, amamantando al Niño, dibujando, sanguínea
  - La Virgen sentada cosiendo, el Niño Jesús y el joven San Juan, dibujo, tiza roja, papel beige
  - La Virgen sentada levanta el velo que cubre al Niño, dibujo, piedra negra, aguada marrón
  - La Virgen sentada con el Niño arrodillado, dibujo, piedra negra, realzada con blanco
  - La Virgen sosteniendo al Niño al que San Juan trae su cordero , dibujo, optimista
  - La Virgen y el Niño, dibujo, tiza roja
  - Virgen con el Niño y San Juanito , dibujo en piedra negra, papel beige
  - La Virgen de rodillas llevando al Niño Jesús sentado al pie de un árbol , dibujo, sanguina, papel beige.
  - La Magdalena sentada, vuelta a la izquierda y leyendo, dibujo, papel gris, piedra negra, realzada con blanco
  - Pentecostés o la Venida del Espíritu Santo, dibujo, bolígrafo, tiza roja
  - El descenso del Espíritu Santo, dibujo, pluma, tinta marrón, aguada marrón, tiza roja
  - Matrimonio místico de Santa Catalina de Alejandría, dibujo, sanguina
  - San Jerónimo en el desierto, dibujo, aguada gris, piedra negra
  - París y Venus, dibujo, tiza roja.
  - Mujer en un paisaje con un fragmento de bajorrelieve, dibujo, bolígrafo, tinta marrón, aguada gris, piedra negra, papel lavado marrón

- Autorretrato (1635), dibujo a tres lápices, Chantilly, Musée Condé
- La Toilette de Venus, 1632, Museo de Bellas Artes de Rennes .
- Virgen y el Niño (dormido en la silla de madera), grabado anónimo, publicado por Le Blond, Sun. 31,8 cm  × 22 cm  reproducido en la obra de Thuillier.